# ميلييس
ميليي (Μηλέαι) هي مدينة في ماغنيسيا في مقاطعة فوريا إلادا في اليونان.